# مريريدة عتيق
مريريدة نايت عتيق ولدت عام 1900، وهي سيدة أمازيغية، ولدت في مجداز، بوادى تاسوت، المغرب. هي شاعرة تكتب بلهجة تشلحيت. ترجمت قصائدها إلى الفرنسية عام 1927، على يد رينيه أولوج وهو رحالة فرنسي كان يعيش بمدينة أصيلة بالمغرب.

## بيبليوغرافيا
Les Chants de la Tassaout de Mririda N'aït Attik أي أغاني تاسوت لمريريدية، إصدار دار نشر المغرب عام 1972 Tassawt Voices ، كتبتها مريريدية بمساعدة رينيه وقام بترجمتها الفرنسي مايكل بايرون متخصص في اللغة الأمازيغية.

من قصائدها 
لا الريح ولا الغمام
يذرو الريح الأوراق الميتة لشجر الجوز،
والتبن الأبيض الذي فضل في باحة الدرس،
والثياب المنشورة والمنسية في السطح العالي.
الغمام الأبيض يسير في السماء،
يتتبع بعضه فوق ذرى آيت بوللي¹
ويرحل إلى الأبد، محملا بالمطر.
المياه المزمجرة والسريعة في تاساوت
جارة معها، ليل نهار، وبصخب كبير، ودون هوادة، الأغصان المكسورة
والحصى الأملس.
أيام البرد الأولى للخريف تطرد اليمام
الذي يطير من الحور الأجرد
وينزل في صمت الوادي الذي يتساقط فيه الثلج.
لكن لا الريح، ولا الغمام، يا قلبي
لا السيل، ولا اليمام، يا قلبي

سيحملون حزني الأسود معهم.

## وصلات خارجية
- Fragment sung by Hayet Ayad